# Jurij Dalmatin
Jurij Dalmatin [júrij dálmatin], slovenski protestantski teolog, pisec * okoli 1547, Krško, † 31. avgust 1589, Ljubljana.

## Življenje in delo
Domneva se, da so se njegovi predniki preselili iz Dalmacije ali preko Dalmacije. Jurij sam se je podpisoval kot Dalmatin, nekateri (tudi Trubar) so njegov priimek zapisovali kot Dalmata. Njegova starša sta bila revna in ga pri šolanju nista mogla finančno podpirati. Do 18. leta se je šolal doma, v Krškem, pri Bohoriču. Bohorič je Dalmatina vzgojil v protestantskem duhu. Od leta 1565 do leta 1566 je študiral na nižji latinski šoli v Württembergu. Od leta 1566 do leta 1572 je študiral v Tübingenu, kjer je tudi doštudiral filozofijo in protestansko teologijo. V Ljubljano se je vrnil leta 1572. Kot protestantski duhovnik je služboval na Nemškem, Begunjah, Škocjanu in Ljubljani. Oktobra 1580 je bil zaradi tiska Biblije v Gradcu in Celovcu. Dalmatin je prvi v slovenščino prevedel celotno Sveto pismo. Izšlo je leta 1583 v Wittenbergu na Saškem pod polnim naslovom Biblija, tu je vse svetu pismu stariga inu noviga testamenta, slovenski tolmačena skuzi Jurija Dalmatina. S prevodom celotnega Svetega pisma je vplival na razvoj slovenskega knjižnega jezika. Za Slovence je bilo to pomembno jezikovno ter kulturno dejanje, saj smo se z njo uvrstili med kulturno razvite evropske narode. Prevajanje je potekalo deset let, brez slovarjev in drugih jezikovnih knjig. Dalmatin je sicer poznal hebrejščino in grščino, a je izhajal iz Luthrovega prevoda. Biblijo so protestanti v domovino prevažali skrivaj v sodih, in jo razširjali po Kranjski, Štajerski in Koroški približno dve leti. Duhovniki Katoliške cerkve so smeli uporabljati Dalmatinov prevod s posebnim dovoljenjem, saj katoliškega prevoda Biblije še niso imeli.

## Dela
- Ta celi catehismus, eni psalmi, inu tih vegshih gody, stare inu nove kerszhanske peisni (Katekizem 1579) (COBISS)
- Bibilija, tu je vse svetu pismu stariga inu noviga testamenta, slovenski tolmačena skuzi Jurija Dalmatina (Prevod Biblije Wittenberg 1584) (COBISS)
- Ta kratki wittenberški katekizmus (Krajši wittenberški katekizem 1585) (COBISS)
- Agenda (1589) (COBISS)